# شاندور مارائی
شاندور مارائی (به مجاری: Márai Sándor) با نام اصلی شاندور کارویی هنریک گروس‌شمید دی مارا (به مجاری: Sándor Károly Henrik Grosschmied de Mára) (زاده ۱۱ آوریل ۱۹۰۰ در کاشّا در اتریش-مجارستان – درگذشته ۲۱ فوریه سال ۱۹۸۹ در سن دیه گو، کالیفرنیا، ایالات متحده)، نویسنده و روزنامه‌نگار اهل مجارستان بود.

## زندگی‌نامه
شاندور مارائی در ۱۱ آوریل ۱۹۰۰ میلادی در شهر کاشّا در اتریش-مجارستان، کوشیتسهٔ کنونی در اسلواکی به دنیا آمد. وی به خانواده‌ای قدیمی با نسب ساکسون تعلق داشت که در طی قرنها با مجارها مخلوط شده بودند. مارائی در سال‌های اولیه فعالیت خود، ضمن سفر و اقامت‌های نه چندان طولانی خود در فرانکفورت، برلین و پاریس نوشتن به زبان آلمانی را در نظر داشت، اما در نهایت زبان مادری خود، مجاری را برای خلق نوشته‌هایش برگزید. او در منطقهٔ کریستیناواروش بوداپست، به سال ۱۹۲۸ ساکن شد. در سال ۱۹۳۰، وی از طریق سبک واقع‌گرایی دقیق و روشنی که در رمان‌هایش اتخاذ کرده بود، به‌عنوان یک نویسنده برجسته مطرح شد و اولین نویسندهٔ مجار بود که در آثارش نسبت به کارهای کافکا موضع انتقادی گرفت.
او در نوشته‌هایش با شوق و ذوق خیلی زیاد در مورد جوایز وین سخن گفته بود، که طی آن آلمان، چکسلواکی و رومانی را وادار به پس دادن بخش‌هایی از سرزمین‌های از دست رفته مجارستان مطابق پیمان تریانون نمود. با این وجود، مارائی به شدت نسبت به نازیها انتقاد داشت و به گونه‌ای شفاف موضع ضد فاشیستی را که موضعی خطرناک در زمان جنگ جهانی دوم محسوب می‌شد، اتخاذ کرده بود.
مارائی که نویسنده ۴۶ عنوان کتاب بود، و عمده کتابهای او را رمان‌های او تشکیل می‌دادند، از طرف منتقدان ادبی، به‌عنوان یکی از تأثیرگذارترین نمایندگان ادبیات طبقه متوسط در مجارستان، در فاصله بین دو جنگ جهانی تلقی می‌گردد. او در سال ۱۹۴۲ کتاب شمع‌ها تا ته می‌سوزند، که در فارسی با عنوان خاکستر گرم یا خاکستر داغ ترجمه شده‌است، را نوشت که مشتمل بر ابراز دلتنگی برای گذشته‌ایی چند قومی و چند فرهنگی بود که در زمان امپراتوری اتریش-مجارستان در زادگاهش وجود داشت، اثری که یادآور آثار یوزف رت بود. در سال ۲۰۰۶ اقتباسی از این رمان به منظور اجرای صحنه‌ای آن، توسط کریستوفر همپتون نوشته شد، که در لندن به اجرا درآمد.
وی همچنین از رژیم کمونیستی که پس از جنگ جهانی دوم قدرت را در کشورش به‌دست گرفته بود، متنفر بود و همین باعث شد که در سال ۱۹۴۸ مجارستان را ترک کند یا به تعبیری از کشورش تبعید شود. مارائی پس از مدتی زندگی در ایتالیا، در شهر سن دیگو، واقع در ایالت کالیفرنیا آمریکا سکنی گزید.
وی نوشتن به زبان مادری خود را ادامه داد، و تا اواسط سال ۱۹۹۰ آثاری را که به زبان انگلیسی نوشته بود منتشر نکرد. کتاب خاطرات مارائی از مجارستان (در فاصله سالهای ‎۱۹۴۴–۱۹۴۸) حاوی نگاهی اجمالی به اوضاع مجارستان در طی جنگ جهانی دوم و اشغال شوروی است. خاطرات شاندور مارائی نیز، همانند خاطرات دیگر نویسندگان و دولتمردان اهل مجارستان، برای اولین بار در غرب منتشر شد، چرا که امکان انتشار چنین نوشته‌هایی، در مجارستان بعد از جنگ و در دوران زمامداری یانوش کادار وجود نداشت. البته نسخهٔ مجاری خاطرات شاندور مارائی، پس از مرگ این نویسنده و در سال ۱۹۹۶ منتشر شد.
مارائی بعد از درگذشت همسرش، روز به روز بیشتر و بیشتر به سمت منزوی شدن پیش رفت. وی سرانجام در روز ۲۱ فوریه ۱۹۸۹، سال فروپاشی کمونیسم در مجارستان، با شلیک گلوله‌ای به سر خود، در سن دیگو خودکشی کرد.
آثار شاندور مارائی (شامل شعرها، رمان‌ها و یادداشت‌های روزانه) در داخل مجارستان، تا حد زیادی به فراموشی سپرده شده بود، امّا در طی سالهای اخیر، بسیاری از این آثار، دوباره کشف و منتشر شده‌است. آثار شاندور مارائی، به زبانهای بسیاری از جمله فرانسوی (شروع انتشار به این زبان در سال ۱۹۹۲)، لهستانی، کاتالان، ایتالیایی، انگلیسی، آلمانی، اسپانیایی، پرتغالی، چک، دانمارکی، ایسلندی، کره‌ای، هلندی، فارسی، و زبان‌های دیگر منتشر شده‌است. آثار وی به عنوان بخشی از معیارهای تعالی ادبیات اروپا در طول قرن بیستم مورد توجه قرار گرفته‌اند.

## دربارهٔ او
شاندور مارائی، نویسنده مجارستانی قرن بیستم، در دهه ۱۹۳۰ همچون یکی از خلاق‌ترین رماننویسان در جریان ادبی کشورش بلندآوازه شد. مارائی ضد فاشیست بود و پس از جنگ جهانی دوم و به دلیل سلطه کمونیستها و شرایط حاکم در کشورش که اجازهٔ انتشار آثارش را میسر نمی‌کرد، مجارستان را در سال ۱۹۴۸ ترک گفت و نخست کوتاه مدت به ایتالیا و سپس بلندمدت و تا پایان عمر به ایالات متحده آمریکا رفت و هرگز به کشورش بازنگشت.
مارائی چندین دهه در تبعید خودخواسته‌اش گمنام ماند و حجم آثارش که شامل شعر، ده‌ها رمان و چندین کتاب خاطرات می‌شود، ناشناخته باقی‌مانده بود به علت اینکه ترجمه از زبان مجار معمول و متداول نبود.
سرانجام در سال ۲۰۰۱ رمان خاکستر گرم به انگلیسی ترجمه و منتشر شد و در کوتاه مدت توجه منتقدان صاحب نام انگلیسی زبان را به خود جلب کرد و در میان ده اثر پرفروش جهان ادبیات انگلیسی زبان جا گرفت. این رمان برای بار اول در سال ۱۹۴۲ در بوداپست به انتشار رسیده بود، امّا استقبال چندانی از آن به‌عمل نیامده بود.
منتقد ادبی بانفوذ روزنامه تایمز، چاپ لندن، رمان خاکستر گرم را «رمانی باشکوه با داستانی مسحورکننده و پرشور» توصیف کرد. دیلی تلگراف آن را «عالی، شگفت‌آور و بی‌اندازه تأثیرگذار» خواند. روزنامه آبزرور لندن، آن را «خارق‌العاده، مرثیه مانند، تاریک، آهنگین و جذاب» نامید.
قبل از شاندور مارائی، دو نویسنده مجار با ترجمه آثارشان به فارسی، در ایران شناخته شده‌اند که این دو عبارتند از: گئورگ لوکاچ و آرتور کوستلر (زاده: ۱۹۰۵ - درگذشت: ۱۹۸۳)، که دومی بویژه با رمان معروف تاریکی در نیمروز (۱۹۴۰) محبوبیت فراوانی در ایران کسب نموده‌است.